# نوئل سژه
نوئل سژه (انگلیسی: Noël Segers؛ زادهٔ ۲۱ دسامبر ۱۹۵۹) دوچرخه‌سوار سابق اهل بلژیک است.